# Fondo para la Exploración de Palestina
El Fondo para la Exploración de Palestina (en inglés: Palestine Exploration Fund), es una asociación cultural británica, también conocida por sus siglas PEF. Fue fundada en 1865, bajo el patrocinio de la reina Victoria I del Reino Unido, por un grupo de arqueólogos bíblicos y clérigos, entre los que destacaban Arthur Penrhyn Stanley, deán de la abadía de Westminster, y Sir George Grove, fundador del Royal College of Music. Su objetivo inicial era llevar a cabo estudios de la topografía y la etnografía de la Palestina otomana, produciendo el PEF Survey of Palestine. Se consideraba que su cometido estaba a medio camino entre el estudio expedicionario y la recopilación de información militar. Los miembros del PEF enviaban informes al Reino Unido sobre la necesidad de salvar y modernizar la región de Levante.
La asociación impulsó la excavación arqueológica de numerosas localizaciones bíblicas y en etapas posteriores, en diversas zonas del Levante mediterráneo; así como diferentes estudios relacionados con la historia natural, antropología, historia y geografía. Otras de sus figuras más notables fueron Charles Warren, Charles Wilson, Claude Conder, Conrad Schick, Edward Henry Palmer, Edward Macalister, Horatio Kitchener, Kathleen Kenyon y Thomas Edward Lawrence.
El fondo pública el Palestine Exploration Quarterly, periódico dedicado al estudio de la historia, la arqueología y la geografía del Levante.
En la actualidad, la PEF tiene su sede en Marylebone (Londres), donde se realizan con regularidad reuniones, conferencias y lecturas públicas, y donde se exponen colecciones de fotografías, dibujos, mapas y diversas antigüedades. Asimismo, la asociación subvenciona con carácter anual varios proyectos.